# 제로벡
제로벡은 자동차가 시속 0km에서100km까지 속도를 내기까지의 걸리는 시간을말한다.